# محمد عبد الله المرزوقي
محمد عبد الله المرزوقي (6 مايو 1965 - )؛ موسيقي وإعلامي قطري. تخرّج من جامعة قطر، وهو ويرأس حاليًّا إذاعة صوت الخليج.

## عنه
ولد عام 1965 في الدوحة قطر. لحن الكثير من الأعمال الغنائية العاطفية والوطنية والدرامية، وغنى له العديد من نجوم الطرب العربي والخليجي، خريج جامعة قطر، ساهم في تأسيس عدد من القنوات الإعلامية ويرأس حاليا إذاعة صوت الخليج. تسلم عددًا من المناصب الإدارية الإعلامية، إلى جانب إدارته للعديد من الفعاليات الفنية الثقافية.

### الأعمال الوطنية:
- "قطر زينة المسمى" (1986) غناء نهار عبد الله
- "عانقي هام السحايب" كلمات: فالح العجلان الهاجري، غناء: ناصر صالح (1993)
- "شموخ العز" كلمات: فالح العجلان الهاجري، غناء: المجموعة (1995)
- "عهد الرجال" كلمات: فالح العجلان الهاجري، غناء: المجموعة (1995)
- "يا وطنا" كلمات: صقر الكعبي، غناء: علي عبد الستار (1996)
- "مصيونة العرض" كلمات: صقر الكعبي، غناء: علي عبد الستار (1996)
- "كلنا يمناك" كلمات: صقر الكعبي، غناء: ناصر صالح (1996)
- "إشراقة المجد" كلمات: فالح العجلان الهاجري، غناء: ناصر صالح (1996)
- "إرفع البيرق" كلمات: صقر الكعبي، غناء: ناصر صالح (1997)
- "يا بو مشعل" كلمات: فالح العجلان الهاجري، غناء: المجموعة (1997)
- "الله اللي عزنا" كلمات: فالح العجلان الهاجري، غناء: المجموعة (1997)
- "قم يا فتى" كلمات: فالح العجلان الهاجري، غناء: المجموعة (1997)
- "الأمجاد" كلمات: فالح العجلان الهاجري، غناء: المجموعة (1997)
- "هبوب العز" كلمات: فالح العجلان الهاجري، غناء: ناصر صالح (1998)
- "شمس الوطن" كلمات: فالح العجلان الهاجري، غناء: المجموعة (1998)
- "هل العليا" كلمات: فالح العجلان الهاجري، غناء: ناصر صالح (1998)
- "خيوط الشمس" كلمات: فالح العجلان الهاجري، غناء: المجموعة (1999)
- "حاكم بلادي" كلمات: صقر الكعبي، غناء: المجموعة (2000)
- "القلب وما يهوى" كلمات: تيسير عبد الله، غناء: إبراهيم الفضالة (2002)
- "دايم بالقلب" كلمات: صالح باشر، غناء: عيسى الكبيسي (2002)
- "لك غنيت بالدوحة" كلمات: تيسير عبد الله، غناء: هاني شاكر (2003)
- "فيروز البحر" كلمات: أسير الشوق، غناء: محمد عبده (2012)
- "السيف بو حدين" كلمات: فالح العجلان الهاجري، غناء: محمد عبده (2014)
- "نشيد كلية الشرطة" (2014) غناء: كورال كلية الشرطة (الشاعر غير مذكور)
- "صقور العسكرية" كلمات: تيسير عبد الله، غناء: المجموعة (2018)
- "كلنا رهن النداء" كلمات: فالح العجلان الهاجري، غناء: المجموعة (2018)
- "مرثية المرزوقي" كلمات: محمد عبد الله المرزوقي، غناء: محمد عبده (2010)
- "مملوحة الفال (الزبارة)" كلمات: حمد بن عبد الله آل خليفة، غناء: محمد عبده، فهد الكبيسي (1996، تجديد 2020)
- "حنا رجال بو فهد" كلمات: تيسير عبد الله، غناء: محمد عبده (2015)

### أوبريتات ومسرحيات غنائية
- أوبريت "خضر السنابل" (1996)
- أوبريت "عشق الوطن" (1998)
- أوبريت "قطر المجد" (2002)
- أوبريت "وطن وقائد" (2003)
- ،  ، مسرحية "خيمة العز" (2004) - (تم تقديم أغنية "توب توب يا بحر" منها في حفل افتتاح دورة الألعاب الآسيوية 2006)
- أوبريت "بر وبحر" (2007)
- مسرحية "بنت الرجال" (2010)
- أوبريت "شهديلج" (2020) - (تم تلحينها بمناسبة اليوم الوطني لدولة قطر)

### الأعمال العاطفية والاجتماعية:
- "أول أحبابي" (1994) غناء طلال مداح
- "سريت أتسلى" (1995) غناء طلال مداح
- "يا حبيبي ترى" (1994) غناء علي عبد الستار
- "الفنجال" كلمات: راكان بن حثلين، غناء: ناصر صالح (1992)
- "يالعين" (1987) غناء حمد الطيار
- "لا تسأليني" (2009) غناء عبد الكريم عبد القادر
- "رجلي خذتني" (2018) غناء عبد الكريم عبد القادر
- "دريك" (1997) غناء علي عبد الستار
- "المعاتب" (2009) غناء علي عبد الكريم
- "غصين البان" (1997) غناء محمد البلوشي
- "قال الصبر" (1994) غناء طلال مداح
- "لي حبيب" (1996) غناء طلال مداح
- "تدلل يا غزيل" (1992) غناء ناصر صالح
- "أغلى الملأ" (1997) غناء علي عبد الستار
- "قال الفتى ناصر" (تطوير) (1997) غناء طلال سلامة
- "خذ من سهر عيني" (1991) غناء أحمد عبد الرحيم
- "يا مها" (1991) غناء أحمد عبد الرحيم
- "ألا يا عين هلي" (1988) غناء نهار عبد الله
- "وش جابك الليلة" (2020) غناء عيسى الكبيسي
- "نور الدنيا نورك" (2019) غناء علي عبد الستار
- "سيد ناسي" (1997) غناء علي عبد الستار
- "ياما رفعت الصوت" (1995) غناء علي عبد الستار
- "خشف ريم" (1991) غناء أحمد عبد الرحيم
- "طق يا مطر طق" (2002) غناء هند البحرينية، أروى، أصيل هميم
- "الليلة الليلة" (1986) غناء حمد الطيار
- "كيف أنت" (1998) غناء علي عبد الستار

### الأعمال الرياضية ومناسبات:
- "عظيم الشأن" كلمات: تيسير عبد الله، غناء: المجموعة (1988)
- "تالالا في السما" كلمات: خليفة جمعان، غناء: المجموعة (1988)
- "يا ولي العهد" كلمات: صقر الكعبي، غناء: علي عبد الستار (1996) (بمناسبة تولي الشيخ جاسم ولاية العهد)
- "أغلى الكؤوس" كلمات: صقر الكعبي، غناء: سعد الفهد (2001) (كأس الأمير)
- "أرض المونديال 2022" كلمات: تيسير عبد الله، غناء: عيسى الكبيسي، نوردو، حاتم عمور، عبد العزيز العليوي، داليا مبارك (2022) (بمناسبة كأس العالم 2022)
- "بالهمه للقمة" كلمات: تيسير عبد الله، غناء: أشجان (2022) (أغنية رياضية لجميع المنتخبات القطرية)
- "صفقوله" كلمات: تيسير عبد الله، غناء: منصور المهندي (2022) (رياضية للمنتخب)
- تطوير وتلحين شيلات رياضية للمنتخب: كلمات: تيسير عبد الله، غناء: المجموعة - رابطة المشجعين (لا يوقف، يا سلام الله، فوز فيها يالعنابي، حياك) (2022)
- "شمس النهار" كلمات: فالح العجلان، غناء: المجموعة (2003) (أغاني خاصة بالدستور)
- "فرحة بلادي" كلمات: صقر الكعبي، غناء: المجموعة (2003) (أغاني خاصة بالدستور)
- "سلام الله" كلمات: صقر الكعبي، غناء: المجموعة (2003) (أغاني خاصة بالدستور)
- "دستور دايم" كلمات: صقر الكعبي، غناء: المجموعة (2003) (أغاني خاصة بالدستور)
- موسيقى مقدمة برنامج "المجلس" (منذ 2005)
- "الله الله يا بلدنا" كلمات: صقر الكعبي، غناء: المجموعة (2006)
- "شدوا الشراع" (2002) (لوحة استعراضية بمناسبة استلام علم دورة الألعاب الآسيوية بوسان)
- "أغنية توب توب يا بحر" (2006) (من مسرحية خيمة العز، حفل افتتاح دورة الألعاب الآسيوية)

## التعاملات الشعرية
- بدر بن عبد المحسن
- خلف بن هذال
- فالح العجلان
- حسن المهندي
- عبد الرحيم الصديقي
- صقر الكعبي
- فارس الكعبي
- تيسير عبد الله

## التكريمات والجوائز
حصل الملحن محمد عبد الله المرزوقي على عدد من التكريمات والجوائز تقديراً لمسيرته الفنية والإعلامية، ومن أبرزها:
- جائزة الدولة التشجيعية في مجال الفنون الموسيقية (2024): مُنحت له من قبل سمو الشيخ تميم بن حمد آل ثاني، أمير دولة قطر.[1]
- تكريم في مهرجان الموسيقى الدولي في الكويت (2024).[2]
- تكريم في مهرجان الخليج للإذاعة والتلفزيون بمملكة البحرين (2016).[3]
- تكريم من صاحب السمو الشيخ سلطان القاسمي، حاكم الشارقة، في المهرجان الثقافي الخليجي (2007).[4]
- تكريمه كأحد رواد الثقافة الخليجية من قبل وزراء الثقافة بدول مجلس التعاون لدول الخليج العربية (2024).[5]

1. ↑  "وكالة الأنباء القطرية: سمو أمير البلاد يكرم الفائزين بجائزة الدولة التشجيعية والتقديرية". وكالة الأنباء القطرية. اطلع عليه بتاريخ 2025-05-27.
2. ↑  "جريدة الراية: تكريم محمد المرزوقي في مهرجان الموسيقى الدولي بالكويت". جريدة الراية. اطلع عليه بتاريخ 2025-05-27.
3. ↑  "جريدة العرب: تكريم 5 إعلاميين قطريين في افتتاح مهرجان الخليج بالبحرين". جريدة العرب. اطلع عليه بتاريخ 2025-05-27.
4. ↑  "جريدة الراية: المرزوقي للراية عقب عودته من الشارقة: أهدي تكريم حاكم الشارقة لسمو الأمير". جريدة الراية. اطلع عليه بتاريخ 2025-05-27.
5. ↑  "وكالة الأنباء القطرية: وزير الثقافة: التعاون الثقافي بين دول مجلس التعاون شرط رئيسي لمواجهة التحديات في زمن الثورات الرقمية". وكالة الأنباء القطرية. اطلع عليه بتاريخ 2025-05-27.